# Burg Poikam
Die abgegangene Burg Poikam lag in Poikam, heute ein Ortsteil der Gemeinde Bad Abbach im niederbayerischen Landkreis Kelheim.

## Beschreibung
Die Burg bzw. der Wohnturm lag ca. 150 m südlich der Pfarrkirche St. Martin am nördlichen Donauufer. Bis zum Bau des Rhein-Main-Donau-Kanals erinnerte daran nur mehr der Flurname „Schlossbuckel“, auch dieser wurde im Zuge des Kanalbaus vollständig entfernt.
Zuerst entstand hier um 1000 eine hölzerne Hofstelle, dann ein Gehöft für die Verhüttung von Eisen sowie ein Fährhof zum Übersetzen über die Donau („Abbacher Fähre“), dem nach der Zerstörung der hölzernen Brücke über die Donau eine große Bedeutung zukam. Um 1250 wurde an Stelle des hölzernen Hauses ein steinerner Wohnturm errichtet, der nach den Ergebnissen der archäologischen Ausgrabungen ein Ausmaß von 16,9 × 10,5 m besessen hat. Dessen Erdgeschoss bestand aus einer zweijochigen, kreuzgewölbten Halle, in deren Mitte sich ein Brunnen befand. Es ist anzunehmen, dass dieses Erdgeschoss bei jedem Donauhochwasser überflutet wurde und sich die Bewohner in die beiden oberen Stockwerke zurückziehen mussten. Dieser Wohnturm stand auf einer 27 m langen und 20 m breiten, künstlich angelegten Insel, deren Graben etwa 5 bis 10 m breit und 3 m tief war.
Im 14. Jahrhundert füllte man den Wassergraben auf und errichtete eine Ringmauer mit mehreren Türmchen zum Schutz der Burg. Im 15. Jahrhundert wurde im Osten ein 12 m langes Gebäude angebaut. An Stelle der Ringmauer wurden die Gebäude durch eine Hofmauer ohne fortifikatorische Elemente umschlossen. Die Eisenverhüttung fand außerhalb dieses Gebäudes statt. Nach dem Tod des Werner von Peukam († 1442/43) geriet die Burg mitsamt der Verhüttungsanlage in Verfall. Philipp Apian berichtet in seinen Bairischen Landtafeln von 1566 nur mehr von Ruinen der dortigen Burg. Der Wirtschaftshof überlebte noch länger, wurde aber bei einem Eisstoß von 1784 zerstört.

## Geschichte
Poikam taucht vor 1089 als Puicham und 1228 als Peugkheim in den Urbarien des Klosters Weltenburg auf. Auch herzoglicher Besitz wird hier in dem niederbayerischen Herzogsurbar von 1301 genannt. Zu dem Lehen des bayerischen Herzogs gehörte auch die Burg von Poikam. Hier war das edelfreie Geschlecht der Poikamer angesiedelt. Der erste aus dieser Familie ist um 1138 ein Albert oder Adalbert von Poikam. 1224 bezeugt ein Gebehart de Pevkheim eine Übereinkunft bezüglich des Abbacher Burgberges zwischen Herzog Ludwig der Kelheimer und dem Kloster Weltenburg. Dieser Gebhart dürfte der Erbauer der Burg Poikam gewesen sein. 1371 verkauft Katrey die Pewchaimerynn ihren Sitz mit allen Zugehörigkeiten an den Reicher von Tuentzling. 1401 kommt der Besitz wieder an einen Poikamer; dieser Leonhart der Poikamer stammte aus einer in Dünzling ansässigen Nebenlinie und hatte vermutlich eine Tochter des Reichers geheiratet. Deren Sohn Werner erscheint erstmals 1402 in einer Urkunde des Klosters Prüll, er war 1403 Richter und Pfleger von Abbach, 1407 stiftete er die Pfarrei Poikam und er war 1428 Richter des Abtes Albrecht Glück von Kloster Prüfening. Am 23. Juni 1441 verschreibt Herzog Albrecht III. dem Wernher Peuwkhaimer und seiner Hausfrau Elsbeth den mit Graben umfangenen Sitz Poikam. Mit seinem Tod 1442/43 starb der Poikamer Stamm aus, in Dünzling lebte noch Konrad der Poikamer, der 1446 ohne Nachkommen verstarb.
Die Witwe der Werner heiratete den Jörg von Hochstetten, genannt Hawt. Diesem war durch die Heirat auch der Besitz von Kapfelberg zugefallen. 1448 übergeben sie den Sitz und den Fährhof zu Poikam an das Kloster Weltenburg. Das Kloster vergab die Burg noch einmal an Leonhard von Eck den Älteren, den Vater des bayerischen Rates Leonhard von Eck. Danach wurde dieser Besitz des Klosters nicht mehr verliehen; auch der Betrieb der Eisenhütte war eingestellt worden und die Burg geriet in Verfall.